# Telepathic
A Telepathic a hatodik kislemez a Starset Vessels 2.0 című albumáról, a Bringing It Down (Version 2.0), a Die for You (Starset-dal), a Starlight, a Love You To Death és a Satellite után, illetve a harmadik a Vessels című lemezükről. A Telepathic 2018 szeptemberében jelent meg kislemezként egy remix-szel (Not Your Dope Remix) és az akusztikus verzióval együtt. A szám eredeti verziója a tizennegyedik szám a Vessel albumon.

## Számok
| 1.    | Telepathic (Acoustic Version)    | 3:51 |
| 2.    | Telepathic (Not Your Dope Remix) | 3:37 |
| 3.    | Telepathic                       | 4:42 |
| 12:10 |                                  |      |